# 督戦隊
督戦隊（とくせんたい）とは、軍隊において、自軍部隊を後方より監視し、自軍兵士が命令無しに勝手に戦闘から退却（敵前逃亡）或いは降伏（投降）する様な行動を採れば攻撃を加え、強制的に戦闘を続行させる任務を持った部隊のことである。兵士の士気を維持するための手段であり、司令官が「死守」を命じると兵士は文字通り死ぬまで戦うことになる。

## 概要

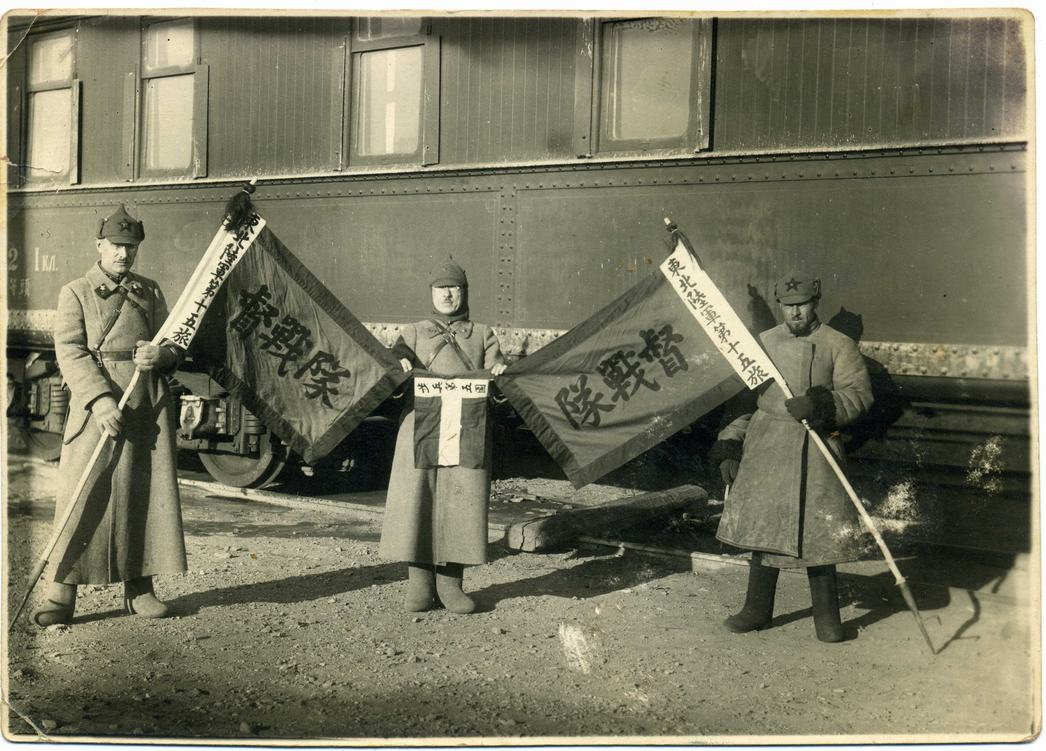
中国軍（旧奉天派）第15旅隷下の督戦隊の部隊旗。1929年の中ソ紛争でソ連軍に鹵獲されたもの。

主要各国でも、督戦にあたった部隊は散見される。
ナチス・ドイツでは第二次世界大戦末期、武装親衛隊やドイツ国防軍の国家社会主義指導将校が投降しようとする兵や民間人に対し戦闘継続を強要した例などがある。
ナチス・ドイツと独ソ戦で対峙した赤軍（ソビエト連邦軍）では、いわゆるNKVD（内務人民委員部）部隊やスメルシ等が良く引き合いに出されるが、これらは原則として軍とは指揮命令系統が異なる。戦闘時に軍の師団や連隊に編入され直接的に督戦にあたるわけではない。例としては、1942年から1943年にかけてのスターリングラード攻防戦の際に渡河の要所をNKVDが管理していた｡このような場合は逃亡兵や不審者の逮捕・拘束、場合によっては射殺も行い、その任務は非常に幅広いものだった。対独戦初期の戦闘時の督戦の任を受ける部隊は、連隊長クラスの判断で隷下の一部部隊を臨時的に督戦任務に充てている場合が一般的であった。ただし、スターリングラード攻防戦時には、国防人民委員ヨシフ・スターリン自身の命令（ソ連国防人民委員令第227号）により、軍レベルで各200人から成る督戦隊が3 - 5個編成された。

## 歴史

### 前近代
兵士の逃亡は古代から軍隊には付き物である。特に精鋭中核軍でない部隊の兵（あるいは水兵）は、多くの場合地域の住民や難民、海軍の場合は寄航中や航行中の船舶や溜まり場の船乗りたちを強制徴募した兵であり、そのため別働隊として稼動させれば逃亡したり反乱を起こすなどの問題が頻繁にあった。そこで多くの軍隊では戦闘中での逃亡に対し、厳罰を持って対処し、兵士の逃亡を防ごうとした。
オスマン帝国では皇帝直属のイェニチェリ部隊がしばしば督戦隊として機能した。
フランス陸軍では絶対王政下、隊形を組んで前進する部隊を囲むように下級将校が配置された。彼らの第一の任務は逃亡する味方兵士の射殺であった。

### 近代以降
近代に入り国民国家が形成され、各国では徴兵制による軍隊が設立された。アメリカ合衆国では、1861年から1865年にかけての南北戦争の際、督戦部隊を南北両軍とも戦闘時に配置している。一方で、国家の近代化と市民化が進むにつれ強制徴募は衰退し、戦時国際法（ハーグ陸戦条約など）では占領地での兵の強制徴募が禁止されることになる。しかしそれ以降も徴兵令による兵士（徴集兵）やゲリラ兵、市民兵、あるいは自国内で不正規に徴発された兵士（強制徴募兵）を督戦するための兵や部隊がしばしば登場した。
前述した、独ソ戦におけるソ連軍、中華民国の国民革命軍における督戦隊が有名である。日中戦争初期の日本軍による南京攻略戦（1937年）の際にも、敗退して潰走する国民革命軍将兵を、挹江門（ゆうこうもん）において督戦隊が射殺した（挹江門事件）。

### 21世紀
2022年2月に始まったロシアによるウクライナ侵攻では、開始早々からロシア連邦軍の士気が低下していることが伝えられた。同年11月、イギリス国防省は戦況分析を通じてロシア軍の中に督戦隊に相当する部隊が存在していることを指摘した。ロシアの緊急対応特殊課（Специальный отдел быстрого реагирования; СОБР）、およびロシア国家親衛隊（Федеральная служба войск национальной гвардии Российской Федерации）による督戦隊の活動が観察されている。
ロシアの独立系メディア「ASTRA」は2023年3月25日、ロシア軍兵士が、撤退しようとすると「督戦隊」に背後から撃たれるとして、ウラジーミル・プーチン大統領に窮状を訴える動画をテレグラムで配信した。